# 印第安克里克鎮區 (愛荷華州米爾斯縣)
印第安克里克鎮區（英語：Indian Creek Township）是位於美國愛荷華州米爾斯縣的一個行政鎮區。

## 地方資料
根據2010年美國人口普查的數據，印第安克里克鎮區的面積為130.06平方千米，當中陸地面積為129.48平方千米，而水域面積為0.58平方千米。當地共有人口883人，而人口密度為每平方千米6.79人。